# Ning Zetao
Ning Zetao (6 maart 1993) is een Chinese zwemmer.

## Carrière
In maart 2011 werd Ning bij een dopingcontrole positief bevonden op clenbuterol. Hij werd voor één jaar geschorst.
Bij zijn internationale debuut, op de Aziatische Spelen 2014 in Incheon, veroverde Ning de gouden medaille op zowel de 50 als de 100 meter vrije slag. Op de 4x100 meter vrije slag legde hij samen met Yu Hexin, Lin Yongqing en Sun Yang beslag op de gouden medaille, samen met Xu Jiayu, Li Xiang en Li Zhuhao sleepte hij de gouden medaille in de wacht op de 4x100 meter wisselslag. In Doha nam de Chinees deel aan de wereldkampioenschappen kortebaanzwemmen 2014. Op dit toernooi strandde hij in de halve finales van de 50 meter vrije slag, Op de 4x100 meter vrije slag werd hij samen met Jiang Yuhui, Lin Yongqing en Yu Hexin uitgeschakeld in de series.
Op de wereldkampioenschappen zwemmen 2015 in Kazan werd Ning wereldkampioen op de 100 meter vrije slag, daarnaast strandde hij in de halve finales van de 50 meter vrije slag. Samen met Yu Hexin, Lin Yongqing en Xu Qiheng eindigde hij als zevende op de 4x100 meter vrije slag.

## Internationale toernooien
| Jaar | Olympische Spelen | WK langebaan                                                | WK kortebaan                                                   | PanPacs       | Aziatische Spelen                                                        |
| ---- | ----------------- | ----------------------------------------------------------- | -------------------------------------------------------------- | ------------- | ------------------------------------------------------------------------ |
| 2014 |                   |                                                             | 12e 50m vrije slag serie 100m vrije slag 10e 4x100m vrije slag | geen deelname | 50m vrije slag · 100m vrije slag · 4x100m vrije slag · 4x100m wisselslag |
| 2015 |                   | 15e 50m vrije slag · 100m vrije slag · 7e 4x100m vrije slag |                                                                |               |                                                                          |

## Persoonlijke records
Bijgewerkt tot en met 6 december 2014
Kortebaan
| Afstand         | Tijd  | Datum           | Plaats |
| --------------- | ----- | --------------- | ------ |
| 50m vrije slag  | 21,26 | 4 december 2014 | Doha   |
| 100m vrije slag | 46,76 | 6 december 2014 | Doha   |

Langebaan
| Afstand         | Tijd  | Datum             | Plaats  |
| --------------- | ----- | ----------------- | ------- |
| 50m vrije slag  | 21,94 | 23 september 2014 | Incheon |
| 100m vrije slag | 47,70 | 25 september 2014 | Incheon |